# Galerucella kerstensi
Galerucella kerstensi là một loài bọ cánh cứng trong họ Chrysomelidae. Loài này được Lohse miêu tả khoa học năm 1989.